# 1,3,5-Trioxan
1,3,5-Trioxan, đôi khi còn được gọi là trioxan hoặc trioxin, là một hợp chất hữu cơ có công thức phân tử là C3H6O3. Nó là một chất rắn màu trắng có mùi giống như chloroform. Nó là một hợp chất dị vòng cực kỳ ổn định.

## Cấu trúc phân tử
Hợp chất này là một hợp chất dị vòng có chứa oxy, trong đó ba nguyên tử carbon liên kết xen kẽ với ba nguyên tử oxy.

## Đồng phân

### Hợp chất này có hai đồng phân:
- 1,2,3-Trioxan
- 1,2,4-Trioxan

## Sản xuất
1,3,5-Trioxan có thể thu được bằng phản ứng trùng hợp acid formic có xúc tác acid trong dung dịch nước đậm đặc. Sản lượng trioxan mỗi năm khoảng một triệu tấn.

## Sử dụng
Trioxan thường được sử dụng thay thế cho formaldehyde và với paraformaldehyde. Nó là chất trung gian trong sản xuất nhựa POM (nhựa polyoxymethylen). Do đó, nó được sử dụng như một chất kết dính trong ngành dệt may, sản phẩm gỗ, ... Trioxane phản ứng với hexamin để làm nhiên liệu. Trong phòng thí nghiệm, trioxan được sử dụng làm nguồn formaldehyde khan.